# Bruno Bergner

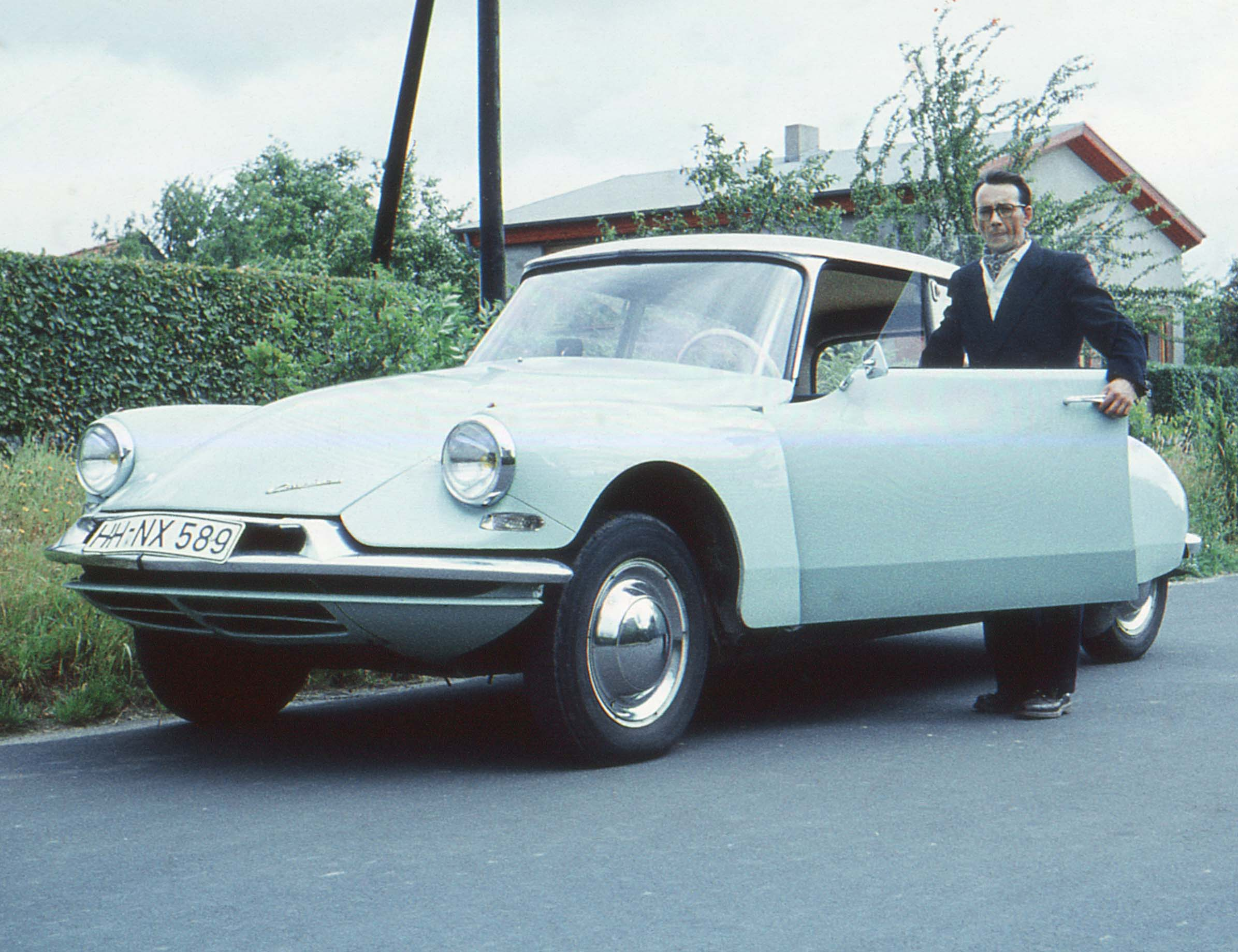
„Bruno Bergner und seine Idee“, Anfang der 1960er Jahre

Bruno Bergner (* 5. Dezember 1923 in Łódź, Polen als Bruno Gurski; † 2. Juni 1995 in Hamburg) war ein deutscher freiberuflicher Gebrauchsgraphiker, Zeichner und Maler.

## Leben und Werk
Aufgewachsen in der Webereistadt Łódź (siehe auch Geschichte der Stadt Łódź: Aufstieg zum Manchester Polens), waren er und seine Familie Ende 1939 angehalten, als Angehörige der deutschen Minderheit von Amts wegen ihre Namen einzudeutschen. 1941 kam Bruno Bergner zum Reichsarbeitsdienst auf die Insel Texel. Die anschließende Wehrmachtszeit brachte ihn, von Freistadt aus, als Panzerjäger auf den Balkan, in die Normandie, ins Lazarett (wo er seine spätere Ehefrau kennenlernte) und wieder nach Österreich. Von dort kam er im Mai 1945 in sowjetische Kriegsgefangenschaft nach Dnepropetrowsk, aus der er erst 1949 entlassen wurde.

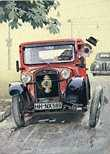
Rad des Schicksals, Gouache, 1959

Im Lager erfuhr er seine erste künstlerische Ausbildung im Zeichnen und Malen bei einem Lagerkameraden, erste „öffentliche Werke“ waren Illustrationen auf der Kriegsgefangenenpost an Mutter und Bruder. Beide fand er 1949 in Armstorf/Langes Moor wieder, dessen neblige Stimmung etliche seiner späteren Aquarelle beeinflussen sollte. Von hier fanden Ausflüge nach Worpswede und in das Teufelsmoor statt. Künstlerische Auftragsarbeiten in Öl und Gouache gaben ersten Lohn und Brot, hinzu kamen Übungen in Rötel und Pastellkreide.
Der Umzug nach Hamburg mit anschließender Heirat Anfang der 1950er Jahre brachte ihn in das Atelier des Illustrators Carl Busse, der damals unter anderem für die NITAG AG arbeitete. Hier lernte er seinen Beruf als Graphiker und brachte sich in der Folgezeit alle weiteren Techniken als Autodidakt bei. Er arbeitete am Nachschlagewerk OMNIBUS sowie für die NITAG mit und lernte dabei den Werbeleiter der NITAG und später der Gasolin, Heinz Restorff, kennen. Er machte sich 1956 mit dem eigenen Atelier selbstständig und wurde Mitglied im Bund der Deutschen Gebrauchsgraphiker (BDG). In den 1960er Jahren war Bergner Mitbegründer der grafik design studios (gds), einer Gemeinschaft freier Ateliers zur besseren und umfassenderen Ausbildung ihrer Grafiker-Schüler, sowie Mitglied des International Center for the Typographic Arts (ICTA).

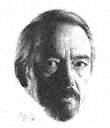
Selbstbildnis Bruno Bergner, Zeichenkohle, 1976

Neben Arbeiten für Tesa in Airbrush malte und zeichnete er ab 1956 bis zur Übernahme durch die Aral 1971 als freiberuflicher Graphiker in verschiedenen Techniken alle die bekannten Gasolin-Illustrationen und -Cartoons beispielsweise in den 8 verschiedenen Gasolin-Tips, das Fahrermännchen mit seinem Slogan „Mein Benzin – Gasolin“ ebenso wie viele großformatige Werbeanzeigen in Tusche mit seiner Blaufeder (Spitzfeder). In dieser Zeit entstanden viele freie künstlerische Arbeiten in Öl (was er Anfang der 1960er Jahre wieder aufgab), Aquarell, Gouache, Tusche und Airbrush. Seit dieser Zeit wurde er in Kürschners Graphiker-Handbuch geführt. Bruno Bergner wurde inspiriert durch Arbeiten von Norman Rockwell und durch Cartoons in The New Yorker.

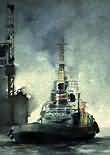
Bei Blohm+Voss, Aquarell, 60x50, 1976

Anfang der 1970er Jahre erreichte Bergner der Ruf der neuzugründenden Fachhochschule Würzburg-Schweinfurt, den Lehrstuhl für Gestaltung aufzubauen. Da er ihn nicht annahm, brachten in den 1970er Jahren Arbeiten für Texaco, BP, Beiersdorf und Rotring nebst anderen den Unterhalt für die Familie. In vielen Landschafts- und Maritimen Bildern (siehe auch Aquarell „Pamir“ im Artikel Pamir (Schiff)) verfeinerte und vervollkommnete er seine Aquarell-Technik (hauptsächlich Nass-in-Nass-Technik), daneben entstanden Werke in Tusche, Kreide und Zeichenkohle. Die unterschiedlichsten Lichteindrücke, die ihm im Laufe seines Lebens begegneten, vom Balkan, dem Teufelsmoor, Lüneburger Heide, der See bei Sylt bis hin zum täglichen Erleben im Hamburger Hafen, fing Bruno Bergner in seinen Aquarellen ein.

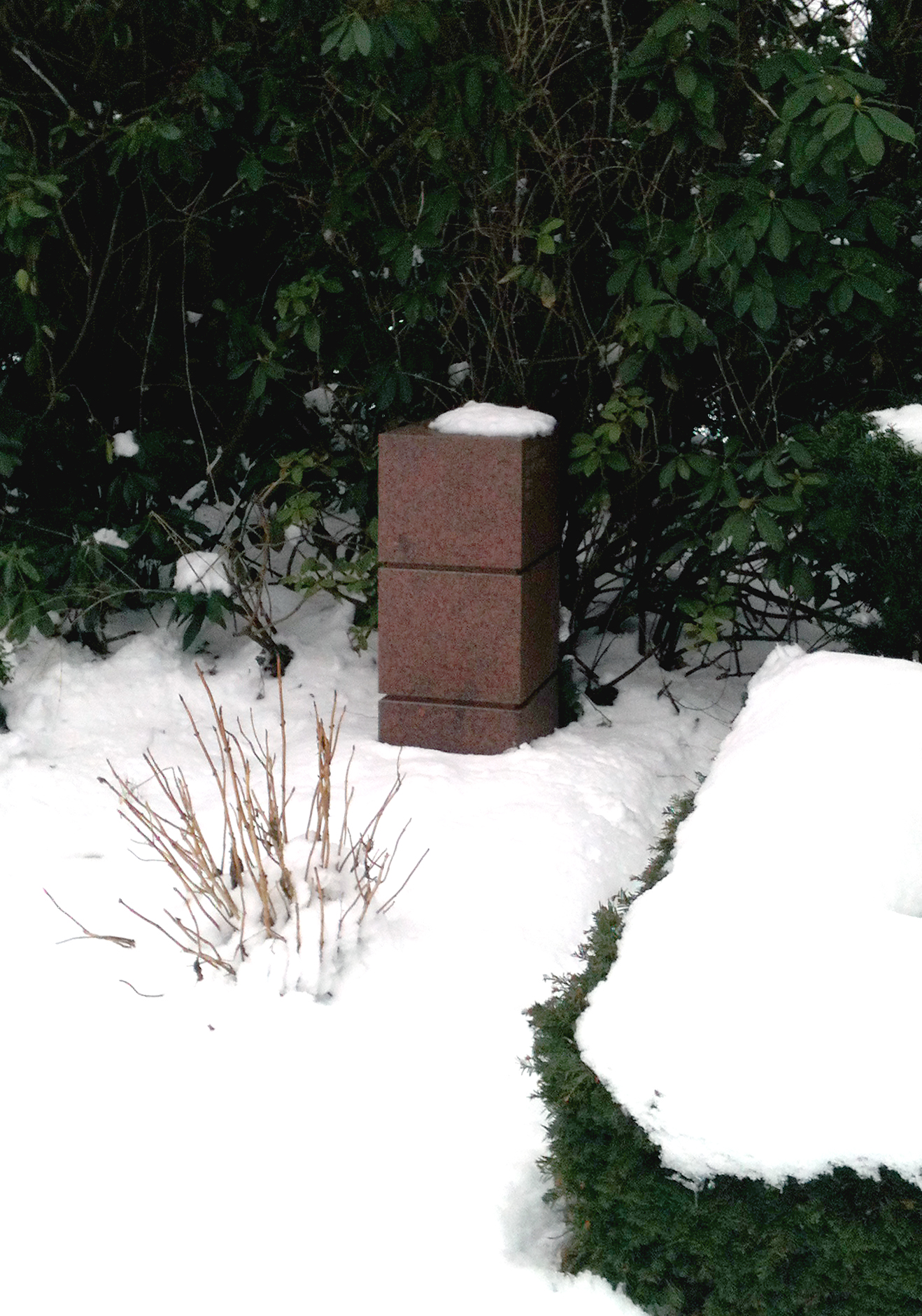
Grab Ehepaar Bergner auf dem Friedhof Ohlsdorf

In den 1980er Jahren wurde der Heinrich Bauer Verlag der größte Kunde. Neben der Airbrush wurde der Fehhaar-Pinsel das bestimmende Arbeitswerkzeug, ob mit Aquarell oder farbigen Tuschen. Getreu seinem Motto „Beruf kommt von Berufung“ war Bruno Bergner bis kurz vor seinem Tod 1995 noch täglich im Atelier zu finden, um seine Gedanken mit Farben auf Papier zu bringen. Bergner wurde auf dem Friedhof Ohlsdorf beerdigt, ebenso wie später seine Ehefrau.
Viele der späteren Werke liegen heute noch in seinem Nachlass. Einige seiner automobilen Originalarbeiten sind im Hamburger Museum Prototyp ausgestellt. Das künstlerische Wirken wird durch den jüngeren der beiden Söhne, Klaus Bergner (* 1961), in Hamburg fortgeführt.

## Werke
- 50 Tips für Kraftfahrer, Deutsche Gasolin-Nitag AG, Hannover 1957; Paul W. Piehler (Hrsg.); Paul W. Piehler, Heinz Restorff (Redaktion); Bruno Bergner, Hamburg (Umschlag und Zeichnungen)
- 50 Touren-Tips für Kraftfahrer, Deutsche Gasolin-Nitag AG, Hannover 1958; Paul W. Piehler (Hrsg.); Heinz Restorff, Wilhelm Wißmüller (Redaktion); Bruno Bergner, Hamburg (Umschlag und Zeichnungen)
- 50 Touren-Tips II für Kraftfahrer, Deutsche Gasolin-Nitag AG, Hannover 1959; Paul W. Piehler (Hrsg.); Heinz Restorff, Wilhelm Wißmüller (Redaktion); Bruno Bergner, Hamburg (Umschlag und Zeichnungen)
- 50 Tips für Schlepperfahrer, Deutsche Gasolin-Nitag AG, Hannover 1959; Paul W. Piehler (Hrsg.); Heinz Restorff, Herbert Hardt (Redaktion); Bruno Bergner, Hamburg (Umschlag und Zeichnungen)
- 50 Gasolin-Tips Auf Kriegsfuß mit Paragraphen, Deutsche Gasolin-Nitag AG, Hannover 1960; Paul W. Piehler (Hrsg.); Heinz Restorff (Redaktion); Bruno Bergner, Hamburg (Umschlag und Zeichnungen)
- Gasolin-Tips Sehenswürdigkeiten, Deutsche Gasolin-Nitag AG, Hannover 1961; Paul W. Piehler (Hrsg.); Heinz Restorff (Redaktion); Bruno Bergner, Hamburg (Umschlag und Zeichnungen)
- Gasolin-Tips Mit offenen Augen durch deutsche Städte, Deutsche Gasolin-Nitag AG, Hannover 1962; Paul W. Piehler (Hrsg.); Heinz Restorff (Redaktion); Bruno Bergner, Hamburg (Umschlag und Zeichnungen)
- Gasolin-Tips Autofibel für Rast und Reise, Deutsche Gasolin-Nitag AG, Hannover 1963; Paul W. Piehler (Hrsg.); Heinz Restorff (Redaktion); Bruno Bergner, Hamburg (Umschlag und Zeichnungen)